# Górna Frankonia
Górna Frankonia (niem. Oberfranken) – kraina historyczna w południowych Niemczech, współcześnie okręg (niem. Bezirk) oraz rejencja w kraju związkowym Bawaria. Stolicą Górnej Frankonii jest Bayreuth. Inne większe miasta to Bamberg i Hof. Przez Górną Frankonię przepływa Men. Znajdują się tutaj też góry Smreczany i Szwajcaria Frankońska.

## Podział administracyjny
Rejencja Górna Frankonia dzieli się na:
- dwa regiony planowania (Planungsregion)
- cztery miasta na prawach powiatu (Stadtkreis)
- dziewięć powiatów ziemskich (Landkreis)

Regiony planowania:
| Lp. | Nazwa regionu planowania | Ludność (31.12.2010) | Powierzchnia km² | Liczba miast na prawach powiatu | Liczba powiatów |
| --- | ------------------------ | -------------------- | ---------------- | ------------------------------- | --------------- |
| 1   | Oberfranken-Ost          | 476.644              | 3.553,40         | 2                               | 4               |
| 2   | Oberfranken-West         | 594.662              | 3.678,60         | 2                               | 5               |

Do regionu Oberfranken-Ost w Górnej Frankonii oprócz dwóch miast na prawach powiatu oraz czterech powiatów ziemskich wchodzi dodatkowo jedna gmina z powiatu Tirschenreuth w rejencji Górny Palatynat. Całkowita powierzchnia regionu wynosi 3 613,80 km², a zamieszkuje go łącznie 481 059 mieszkańców.
Miasta na prawach powiatu:
| Lp. | Nazwa miasta | Ludność (31.12.2010) | Powierzchnia km² |
| --- | ------------ | -------------------- | ---------------- |
| 1   | Bamberg      | 70.004               | 54,58            |
| 2   | Bayreuth     | 72.683               | 66,92            |
| 3   | Coburg       | 41.076               | 48,30            |
| 4   | Hof          | 46.286               | 58,02            |

Powiaty ziemskie:
| Lp. | Nazwa powiatu               | Ludność (31.12.2010) | Powierzchnia km² | Liczba gmin |
| --- | --------------------------- | -------------------- | ---------------- | ----------- |
| 1   | Bamberg                     | 144.211              | 1.167,37         | 36          |
| 2   | Bayreuth                    | 106.102              | 1.273,09         | 33          |
| 3   | Coburg                      | 88.193               | 592,00           | 17          |
| 4   | Forchheim                   | 112.985              | 642,96           | 29          |
| 5   | Hof                         | 100.234              | 892,55           | 27          |
| 6   | Kronach                     | 70.106               | 651,50           | 18          |
| 7   | Kulmbach                    | 74.491               | 656,41           | 22          |
| 8   | Lichtenfels                 | 68.087               | 521,83           | 11          |
| 9   | Wunsiedel im Fichtelgebirge | 76.848               | 606,41           | 17          |